# Dixie 400 1962
Dixie 400 1962 var ett stockcarlopp ingående i Nascar Grand National Series (nuvarande Nascar Cup Series) som kördes 28 oktober 1962 på den 1,5 mile (2,414 km) långa ovalbanan Atlanta International Raceway som är belägen utanför Hampton i Georgia. Totalt avverkades 400,5 miles (644,542 km) fördelat på 267 varv. Banunderlaget var asfalt. Loppet vanns av Rex White i en Chevrolet ägd av White själv på tiden 3:12.24. Whites snitthastighet uppgick till 124,74 mph. Prispotten uppgick till 42 510 dollar, varav 10 315 dollar gick till segraren.

## Resultat
| Plc     | Nr | Förare           | Team/ bilägare        | Konstruktör | Start | Varv | Ledda varv |
| ------- | -- | ---------------- | --------------------- | ----------- | ----- | ---- | ---------- |
| 1       | 4  | Rex White        | Rex White             | Chevrolet   | 5     | 267  | 3          |
| 2       | 8  | Joe Weatherly    | Bud Moore Engineering | Pontiac     | 7     | 267  | 0          |
| 3       | 21 | Marvin Panch     | Wood Brothers Racing  | Ford        | 3     | 267  | 52         |
| 4       | 43 | Richard Petty    | Petty Enterprises     | Plymouth    | 15    | 266  | 3          |
| 5       | 28 | Fred Lorenzen    | Holman Moody          | Ford        | 2     | 266  | 0          |
| 6       | 77 | Larry Frank      | Ratus Walters         | Ford        | 28    | 264  | 0          |
| 7       | 18 | Stick Elliott    | Toy Bolton            | Pontiac     | 39    | 263  | 0          |
| 8       | 47 | Buck Baker       | Jack Smith            | Pontiac     | 27    | 263  | 0          |
| 9       | 17 | Jack Smith       | Jack Smith            | Pontiac     | 12    | 262  | 0          |
| 10      | 22 | Fireball Roberts | Jim Stephens          | Pontiac     | 1     | 262  | 144        |
| 11      | 08 | David Pearson    | Bud Moore Engineering | Pontiac     | 10    | 261  | 0          |
| 12      | 49 | Bob Welborn      | J.C. Parker           | Pontiac     | 23    | 261  | 0          |
| 13      | 66 | Elmo Langley     | Ratus Walters         | Ford        | 30    | 260  | 0          |
| 14      | 91 | Ralph Earnhardt  | Bob Osiecki           | Dodge       | 34    | 259  | 0          |
| 15      | 87 | Buddy Baker      | Buck Baker Racing     | Chrysler    | 40    | 258  | 0          |
| 16      | 48 | G.C. Spencer     | GC Spencer Racing     | Chevrolet   | 18    | 257  | 0          |
| 17      | 42 | Jim Paschal      | Petty Enterprises     | Plymouth    | 20    | 257  | 0          |
| 18      | 83 | Bunkie Blackburn | Worth McMillion       | Pontiac     | 16    | 257  | 0          |
| 19      | 12 | Tiny Lund        | Cliff Stewart Racing  | Pontiac     | 38    | 251  | 0          |
| 20      | 19 | Johnny Allen     | Fred Lovette          | Pontiac     | 8     | 251  | 0          |
| 21      | 90 | Herman Beam      | Herman Beam           | Ford        | 32    | 241  | 0          |
| 22      | 26 | Jimmy Thompson   | Bob Osiecki           | Dodge       | 26    | 229  | 0          |
| 23      | 26 | Darel Dieringer  | Mamie Reynolds        | Ford        | 19    | 196  | 0          |
| 24      | 72 | Bobby Johns      | Shorty Johns          | Pontiac     | 6     | 188  | 38         |
| 25      | 54 | Jimmy Pardue     | Jimmy Pardue          | Pontiac     | 22    | 158  | 0          |
| 26      | 61 | Sherman Utsman   | Sherman Utsman        | Ford        | 36    | 148  | 0          |
| 27      | 20 | Emanuel Zervakis | Zervakis Enterprises  | Mercury     | 21    | 145  | 0          |
| 28      | 40 | Tommy Irwin      | Rex White             | Chevrolet   | 13    | 124  | 0          |
| 29      | 36 | Larry Thomas     | Wade Younts           | Dodge       | 35    | 104  | 0          |
| 30      | 24 | H.B. Bailey      | Bailey Racing         | Pontiac     | 37    | 101  | 0          |
| 31      | 5  | H.G. Rosier      | H.G. Rosier           | Pontiac     | 33    | 99   | 0          |
| 32      | 30 | Johnny Sudderth  | Fred Clark            | Chevrolet   | 17    | 85   | 0          |
| 33      | 92 | Cale Yarborough  | Don Harrison          | Ford        | 31    | 84   | 0          |
| 34      | 27 | Doug Yates       | Melvin Bradley        | Chevrolet   | 29    | 75   | 0          |
| 35      | 29 | Nelson Stacy     | Holman Moody          | Ford        | 9     | 71   | 0          |
| 36      | 3  | Junior Johnson   | Fox Racing            | Pontiac     | 4     | 66   | 27         |
| 37      | 81 | LeeRoy Yarbrough | Jimmy Baker           | Mercury     | 14    | 62   | 0          |
| 38      | 84 | Red Foote        | Rocky Hinton          | Ford        | 41    | 55   | 0          |
| 39      | 97 | Paul Lewis       | Lewis Osborne         | Chevrolet   | 42    | 20   | 0          |
| 40      | 11 | Ned Jarrett      | B.G. Holloway         | Chevrolet   | 11    | 12   | 0          |
| 41      | 38 | Woodie Wilson    | Matt DeMatthews       | Ford        | 44    | 12   | 0          |
| 42      | 86 | Tom Cox          | Buck Baker Racing     | Chrysler    | 24    | 11   | 0          |
| 43      | 62 | Curtis Crider    | Curtis Crider         | Mercury     | 25    | 6    | 0          |
| 44      | 1  | George Green     | Jess Potter           | Chevrolet   | 43    | 3    | 0          |
| Källor: |    |                  |                       |             |       |      |            |